# 昭憲太后
昭憲皇后（902年－961年），杜氏，名失考。為贈太師杜爽長女，母范氏。杜琬孫女，杜蘊曾孫女。宋宣祖趙弘殷正室、太祖赵匡胤及太宗赵炅生母。
於滋德殿崩逝，享壽六十。建隆二年（961年）六月，上諡「明憲」（諡法解：照鄰四方曰明；聖善周達曰憲）。葬永安陵，神主祔享太廟。乾德二年（964年），改諡昭憲，合祔安陵。

## 生平
杜爽有五男三女，杜氏為其長女，杜氏的五位兄弟，分別是兄長杜審琦、杜審玉、杜審瓊；弟弟杜審肇、杜審進。
杜氏約在十五歲左右嫁與趙弘殷，婚後治家有道且重禮法，共生育四子二女：邕王趙匡濟、宋太祖、宋太宗、夔王赵匡赞、燕國長公主與陳國長公主等。後周顯德年間，其子趙匡胤為定國軍節度使，杜氏因而有命婦身份，封南陽郡太夫人。在陳橋兵變後，趙匡胤黃袍加身登基為帝，杜氏知道後大喜，稱：「吾兒素有大志，今果然。」

### 趙匡胤登基
趙匡胤登基後，追尊已逝的父親趙弘殷為宋宣祖，母親杜氏為皇太后。一次，趙匡胤跪見杜太后於大堂之上，左右皆向杜太后朝賀，惟獨杜太后愀然不樂，旁人問：「臣曾聽聞母以子貴，今日太后之子為天子，有何不悅？」杜太后說：「我知道為君難的道理。天子統治天下百姓，若治世有道，則受百姓尊崇，反之，則連一介匹夫都不如，這也是哀家所擔憂的。」太祖聞後跪曰：「謹受教。」

### 金櫃之盟
據說在建隆二年（961年），杜太后患病，宋太祖親侍湯藥不離。但杜太后的病情並未好轉。自知臨終的杜太后召趙普入宮，草擬遺旨，並問一旁的宋太祖：「可知你何以得天下嗎？」宋太祖啜泣不斷無法應答，杜太后再問，宋太祖才止住垂淚答道：「兒臣之所以得天下，是受父親與母親的庇蔭。」杜太后說：「並不是這樣，是因為後周恭帝太過年幼。假使後周有年長的君王，你又怎麼能得到天下呢？切記，在你死後要將你的皇位傳給你的弟弟，由年長的君主來治理天下，才是社稷的福氣。」太祖哭著說：「不敢不從。」
杜太后又令丞相趙普將方才的對話內容都記下，寫成一封誓書，並命人藏在金櫃（或作：匱）之中，這就是金櫃之盟的由來，也是對宋朝皇位繼承影響很大的一個盟約。
金櫃之盟在宋太祖時代，根本是人所未聞，又恰好可幫助宋太宗獲得帝位的合法性，事實上宋代時宋太宗謀殺兄長而登基的「燭影斧聲」說已大行於世。時至今日，後代學者大多考証其為宋太宗命趙普助其偽造。
1940年代鄧廣銘、張蔭麟等論證金櫃之盟為虛構，影響至今，成為最普遍的說法。但近年也有學者質疑偽造說，如施秀娥、王育濟、何冠環。

## 延伸阅读
[在维基数据编辑]
 《宋史·卷242》，出自脱脱《宋史》
 在维基共享资源阅览影像